# Olimbos
Olimbos, Olimpos (gr. Όλυμπος, Ólympos), także Troodos (gr. Τρόοδος, Tróodos), Chionistra (gr. Χιονίστρα, Chionístra) – najwyższy szczyt pasma górskiego Trodos i zarazem najwyższy szczyt wyspy Cypr, którego wysokość wynosi 1951 m n.p.m.